# Zygophyllum eurypterum
Zygophyllum eurypterum là một loài thực vật có hoa trong họ Zygophyllaceae. Loài này được Boiss. & Buhse miêu tả khoa học đầu tiên.